# SK Smíchov Plzeň
SK Smíchov Plzeň je český fotbalový klub.

## Historie
SK Smíchov Plzeň vznikl v roce 1910 v Plzni jako SK Smíchov. V roce 1965 postoupil do nově vzniklé divize, kde působil až do roku 1980, kdy skončil předposlední a sestoupil. Do divize se klub vrátil až v roce 1995, kdy na ní zakoupil práva. Od sezóny 1996/1997 nastupoval klub v ČFL (třetí nejvyšší soutěži), a to až do roku 1999, kdy sestoupil, přičemž následující rok sestoupil i z divize. V současné době klub hraje pouze nejnižší soutěže a soustředí se na výchovu mládeže.

### Historické názvy
- 1910 – SK Smíchov
- 192?[kdy?] – SK Smíchov Plzeň
- 1948 – Sokol Plzeň
- 1950 – DSO Sokol Smíchov Plzeň
- 1953 – DSO Dynamo ČSAD Plzeň
- 1960 – TJ Dynamo ČSAD Plzeň
- 1962 – TJ ČSAD Plzeň
- 1994 – 1.FC Plzeň – sloučení s FC Junior Plzeň a FK Plzeň
- po roce 2002 – SK Smíchov Plzeň

## Sportovní areály
V současné době využívá SK Smíchov Plzeň sportovní areál v Šeříkové ulici.